# Karl Grammann
Christian Heinrich Karl Grammann (Lübeck, 3 de juny de 1844 - Dresden, 30 de gener de 1897) fou un compositor alemany.
En un principi es dedicà a l'economia agrícola, i com aficionat va compondre les òperes Els buscadors de tresors i La Verge de gel. Després estudià en el Conservatori de Leipzig, i produí un gran nombre d'obres importants, entre elles una simfonia, quartets per a instruments de corda, trios, sonates per a violí, un cant fúnebre, les òperes Melusine (1875), Thusnelda (1882) i altres, i l'escena dramàtica Die Hexe, per a cor i orquestra.